# Cycloheximide
Cycloheximide (doorgaans afgekort tot CHX) is een organische verbinding met als brutoformule C15H23NO4. De stof komt voor als kleurloze kristallen.

## Eigenschappen en toepassingen
Cycloheximide werd vroeger gebruikt als fungicide, maar dat is sterk afgenomen omwille van de gezondheidsrisico's en de milieuschade.
Cycloheximide is een antibioticum en wordt samen met streptomycine geproduceerd door het micro-organisme Streptomyces griseus. In tegenstelling tot streptomycine, is cycloheximide oplosbaar in vele organische oplosmiddelen, waaronder aceton, chloroform en ethanol.
Cycloheximide blokkeert de translatie bij eukaryoten, maar niet bij prokaryoten. Het gevolg is dat de synthese van proteïnen wordt geblokkeerd en dat de celgroei stopt wat leidt tot celdood. De stof is actief tegen vele gisten en schimmels, maar wordt verdragen door de meeste bacteriën die prokaryoten zijn.
Cycloheximide wordt in de microbiologie en moleculaire biologie gebruikt, onder andere voor het isoleren en tellen van bacteriën in aanwezigheid van gist of schimmel, voor het detecteren van schimmel- of giststammen die resistent zijn tegen cycloheximide en bij het bestuderen van celprocessen, om celgroei te stoppen of om apoptose (geprogrammeerde celdood) te veroorzaken of te vergemakkelijken.

## Toxicologie en veiligheid
De stof ontleedt bij verhitting met vorming van giftige en corrosieve dampen, onder andere stikstofoxiden.